# Jeff Brooks
Jeffrey "Jeff" Brooks (Louisville, Kentucky, 12 de junio de 1989) es un jugador de baloncesto estadounidense. Mide 2.03 metros y juega habitualmente en la posición de ala-pívot. Actualmente juega en el Pallacanestro Trieste de la Lega Basket Serie A italiana.

## Trayectoria
Brooks promedió 13.1 puntos, 6.1 rebotes y 1.7 asistencias en su última temporada en la NCAA con la camiseta de Penn State y en 2011 dio el salto a Europa para jugar con el Fileni BPA Jesi de la LegaDue italiana, donde se fue hasta los 17 puntos, 6.9 rebotes y 1.7 asistencias de promedio.
En 2012, Bennet Cantú alcanza un acuerdo para durante una temporada con el alero estadounidense. Más tarde, jugaría también en Italia en las filas de Juvecaserta y Dinamo Sassari, en este último, ganaría la liga italiana 2014-15, siendo Brooks uno de los jugadores más destacados en Sassari, promediando 9 puntos, 6.5 rebotes y 1.1 robos por partido.
En 2015, firma con el Avtodor Saratov de Rusia.
En julio de 2016 se anunció su fichaje por el Unicaja Málaga de la liga ACB.

En junio de 2018, deja la ACB para volver a Italia. Firma un contrato plurianual con el Olimpia Milano en el que jugaría hasta el verano de 2021.
El 1 de julio de 2021, firma por el Reyer Venezia Mestre de la Lega Basket Serie A italiana.